# گرندون، نورث‌همپتون‌شر
گرندون (به انگلیسی: Grendon) یک روستا و محله مدنی در بریتانیا است که در Wellingborough واقع شده‌است. گرندون ۵۴۴ نفر جمعیت دارد.